# St. Maria von den Engeln (Brühl)

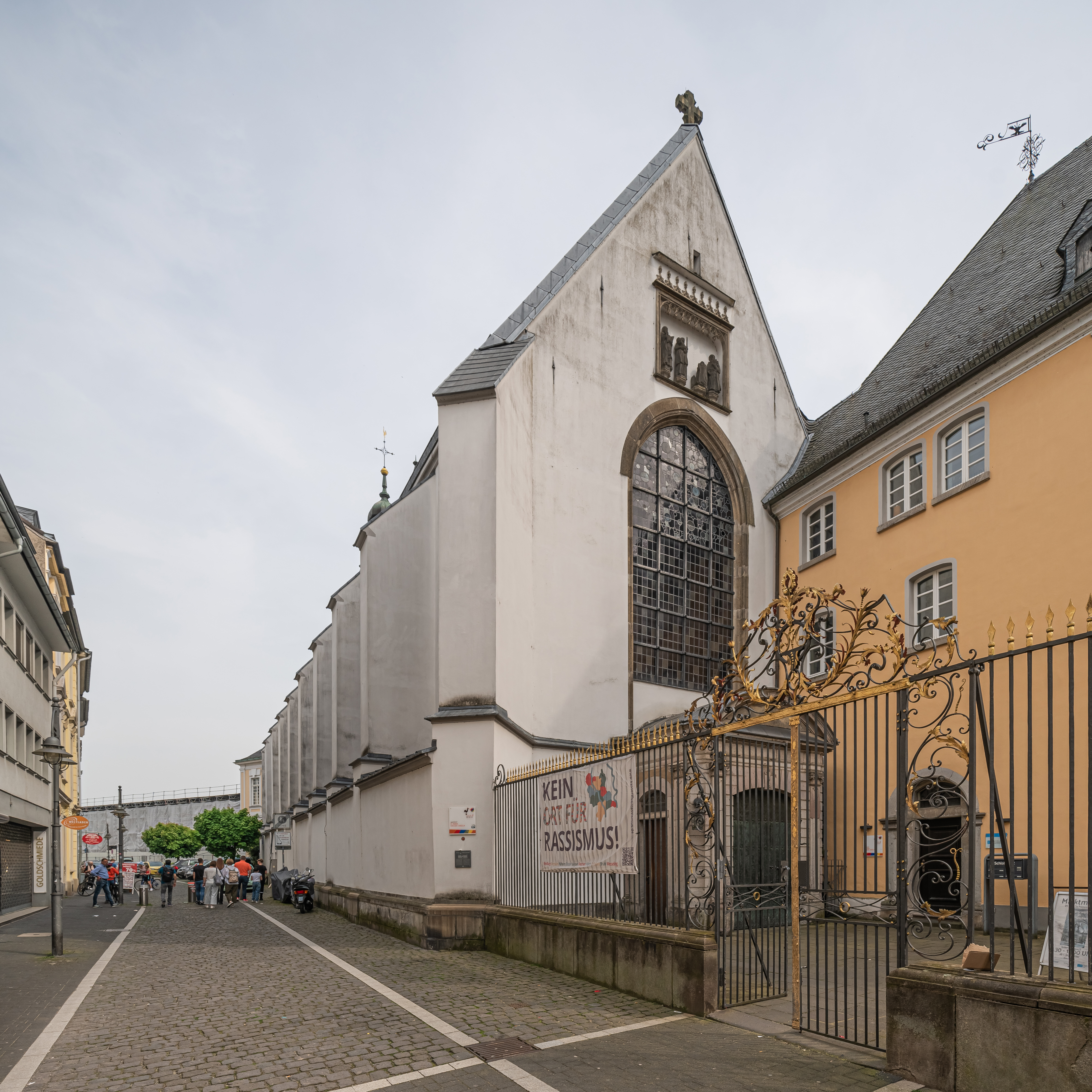
Schlosskirche St. Maria von den Engeln

Die Schlosskirche St. Maria von den Engeln steht in unmittelbarer Nähe zu Schloss Augustusburg in Brühl in Nordrhein-Westfalen. Sie wurde im Jahr 1493 erbaut und diente bis zur Säkularisation 1802 gleichzeitig dem Brühler Konvent der Franziskaner-Observanten als Klosterkirche. Sie erhielt ihren Namen von der Gründungskirche der Franziskaner in Assisi.

## Ursprung der Kirche

### Erste Bauherren
Die Grundsteinlegung zum Kirchenbau erfolgte 1491.
Die Klosterkirche erhielt den Titel „Ecclesia ad Stam  Mariam de Angelis“, Kirche zur heiligen Maria von den Engeln. Sie wurde gleichzeitig mit einem Kloster der Franziskaner-Observanten durch Erzbischof und Kurfürst Hermann von Hessen erbaut. Unter ihm war Johann Spender, Weihbischof in Köln, gleichzeitig auch Official der Franziskaner in Brühl.
Hermann IV. von Hessen wurde nach seinem Tod im Oktober 1508 vor dem Hochaltar der Klosterkirche in Form einer Herzbestattung beigesetzt.

### Der mittelalterliche Bau

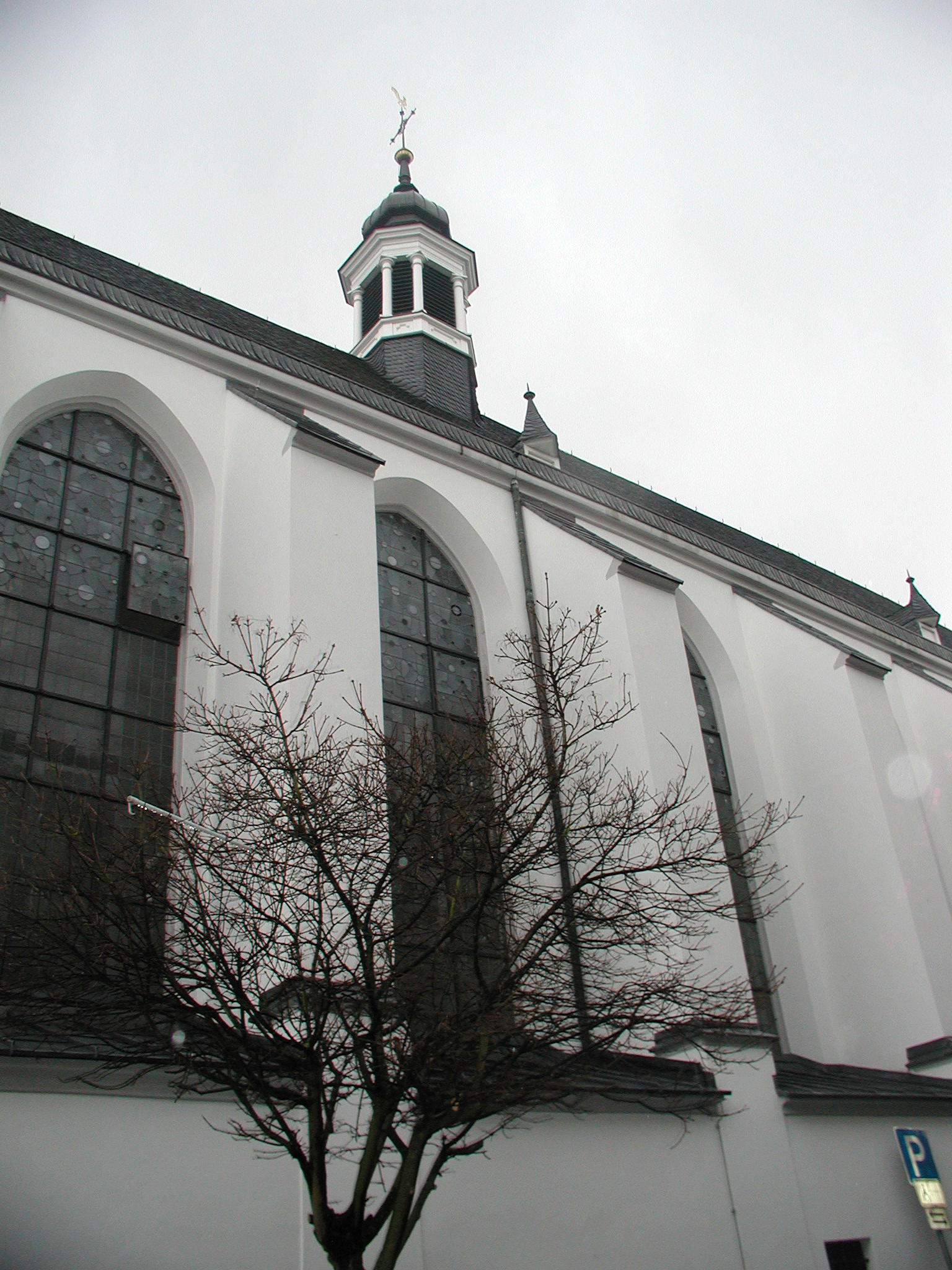
Schlosskirche, Seitenansicht aus der Schlossstraße

Die Kirche wurde einschiffig in einfachem gotischem Stil erbaut und ist mit einem kleinen Dachreiter versehen. Das Kirchenschiff hatte eine Länge von 148 preußischen Fuß, war 28,5 Fuß breit und vom Boden bis zum Gewölbedach 43 Fuß hoch.

Die südliche Längsseite des Schiffes wurde nicht mit Fenstern versehen, da sie unmittelbar an das Kloster anschloss. 

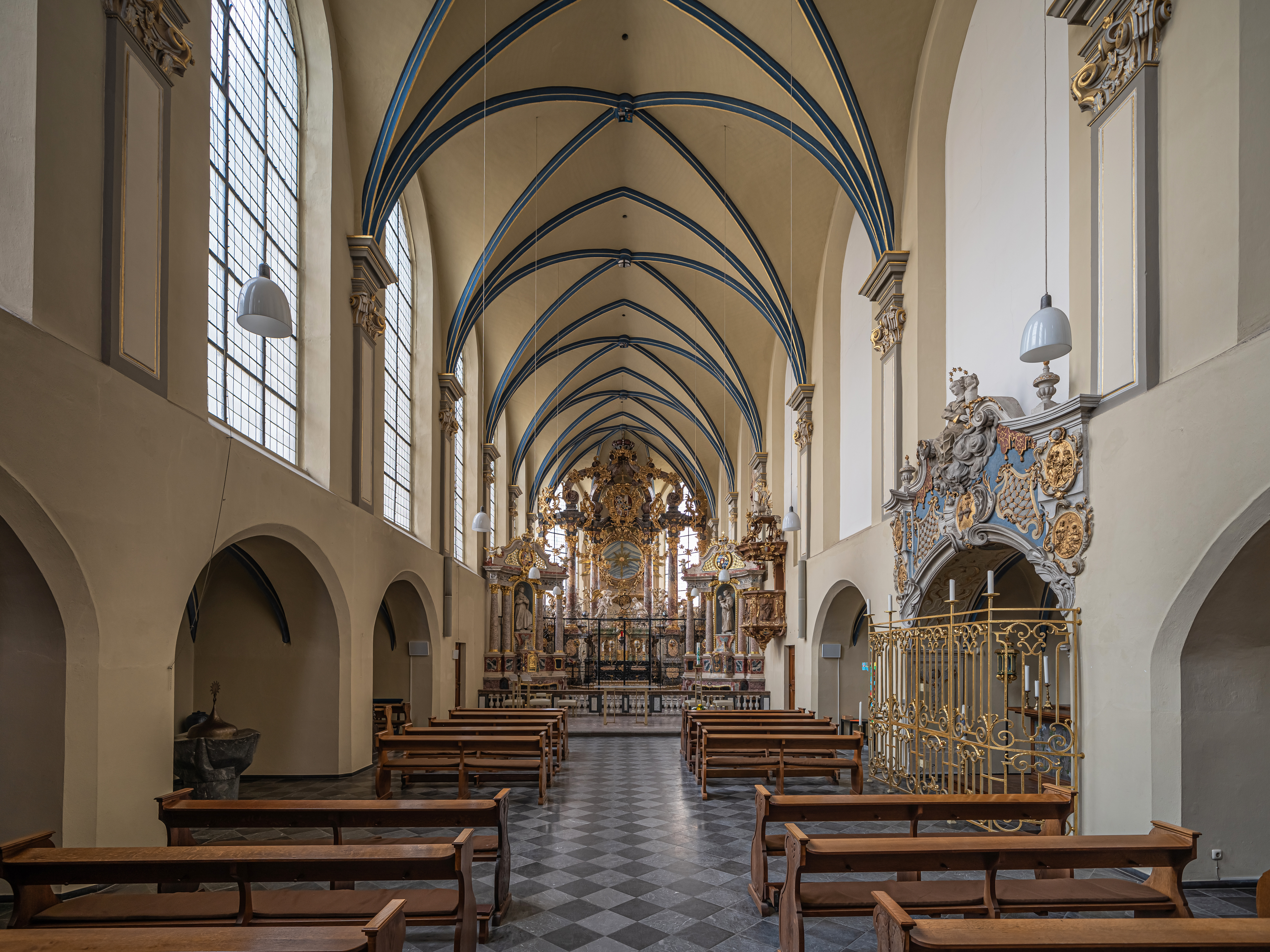
Schlosskirche, rechts hinter dem Gitter die Marienkapelle

Daher konnte man vom ebenerdigen Gang durch mehrere Türen sowohl die Kirche, aber auch das Kloster betreten. Von einem oberen Gang, also nicht vom Kirchenraum aus, betrat man die Kanzel. Über eine Treppe gelangte man auch zu zwei an der Epistelseite (rechts) des Hochaltars übereinander gelegenen Logen, die dem Erzbischof und seinem Gefolge vorbehalten waren. Eine hinter dem Hochaltar befindliche Tür führte durch einen Gang ins Schloss des Fürstbischofs.
Nach Fertigstellung Dezember 1493 und der Übernahme von Kloster und Kirche im Mai 1494 machte der Vertreter des Franziskaner-Provinzials der Kölnischen Franziskanerprovinz (Colonia), zu der das Kloster in Brühl gehörte, bezüglich dieser „Geheimtüre“ zur Bedingung, dass sie nur „seiner Erzbischöflichen Gnaden“ und seinen Nachfolgern zugänglich sein dürfe.
An jeder Chorlangseite stehen je zwei Reihen Chorstühle, an die sich nach unten jeweils quergestellte Seitenaltäre anschließen. Der untere Teil des Schiffes hat in jeder Längsseite vier Mauernischen, von denen zwei mit Altären, die restlichen mit Beichtstühlen versehen wurden.
Der Innenraum wurde durch ein mit Ornamentik verziertes Eisengitter in etwa zwei gleiche Teile geteilt, von denen die östliche Seite den geringfügig erhöhten Chor für die Mönche bildete und die westliche den Gläubigen diente.

### Fertigstellung und Weihe
Die Weihe der Kirche samt Hochaltar erfolgte im Dezember 1493 durch den Kurfürsten.
Weitere vier Altäre wurden später „consecriert“, also jeder einzelne Altar einem Heiligen gewidmet. Hauptpatronin der Kirche ist die Gottesmutter Maria.

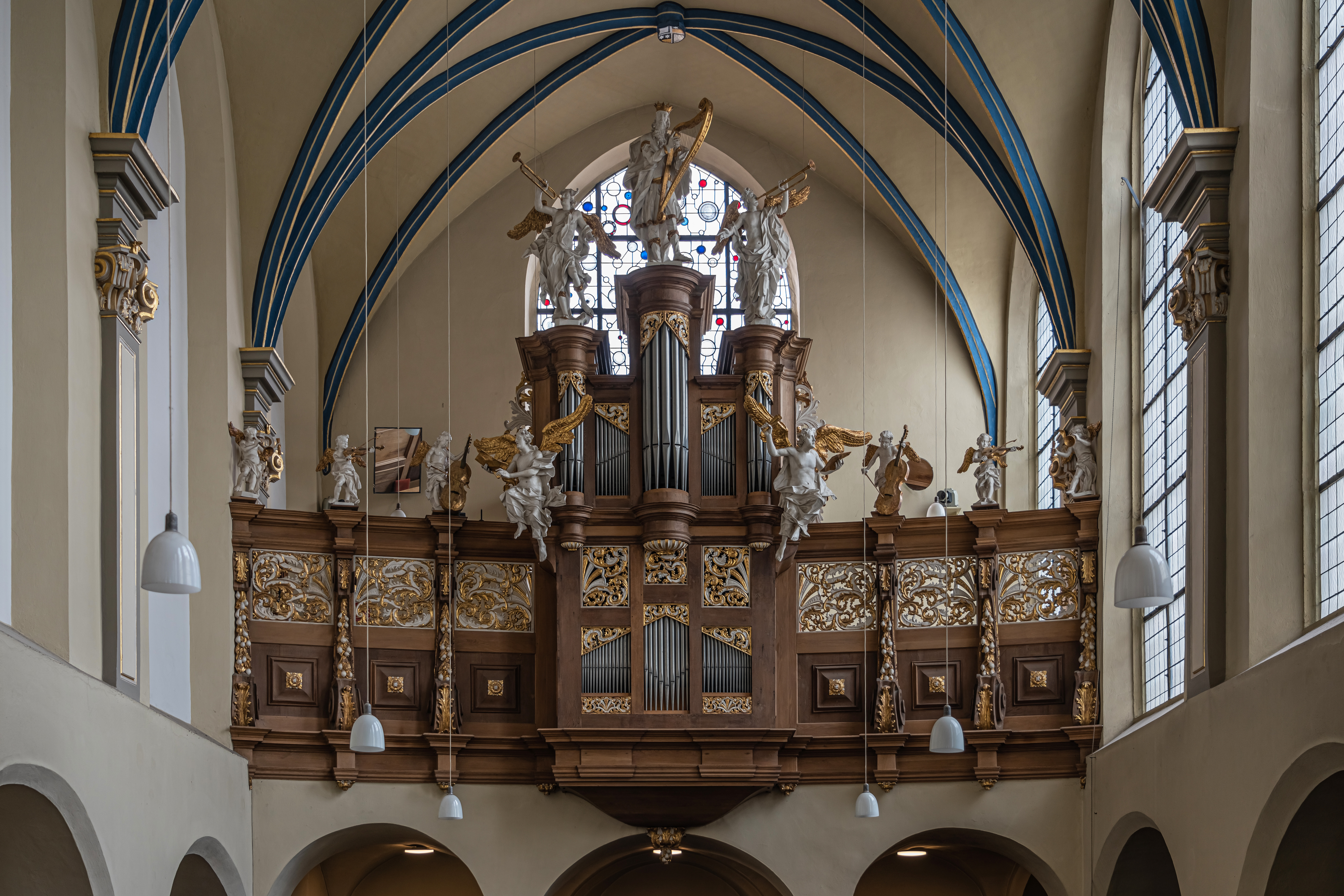
Orgelempore über dem Haupteingang

Im Jahr 1633 wurde über dem westlichen Haupteingang eine Orgel installiert, verziert wurde der Orgelprospekt mit der Darstellung des Harfe spielenden Königs David, gesäumt von musizierenden Engeln.

## Umgestaltung von 1735

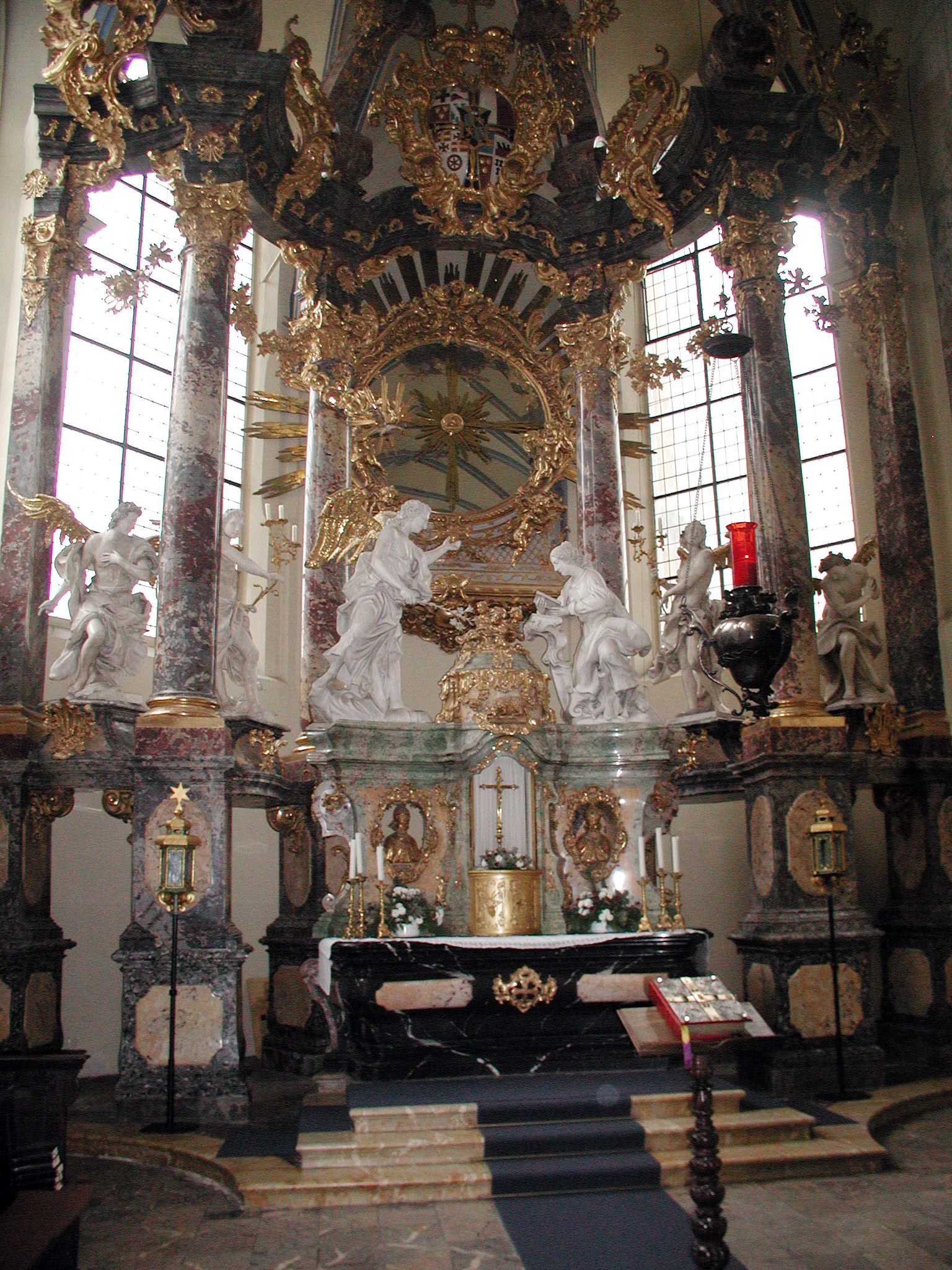
Der Hauptaltar

Auf Anordnung und nach den Wünschen des Kurfürsten Clemens August wurde die Innenausstattung der Kirche 1735 im Barockstil umgestaltet. Mit dieser Innengestaltung beauftragte er Balthasar Neumann (1745). Dieser hatte schon kurz zuvor (1740) Arbeiten im Schloss Augustusburg ausgeführt.
So bestand der Hauptaltar aus einer vorderen und einer hinteren Mensa, so dass an ihm in zwei Richtungen die heilige Messe gefeiert werden konnten: vorne die heilige Messe für die Ordensleute und das Volk, hinten für den Kurfürsten Clemens August und sein Gefolge.

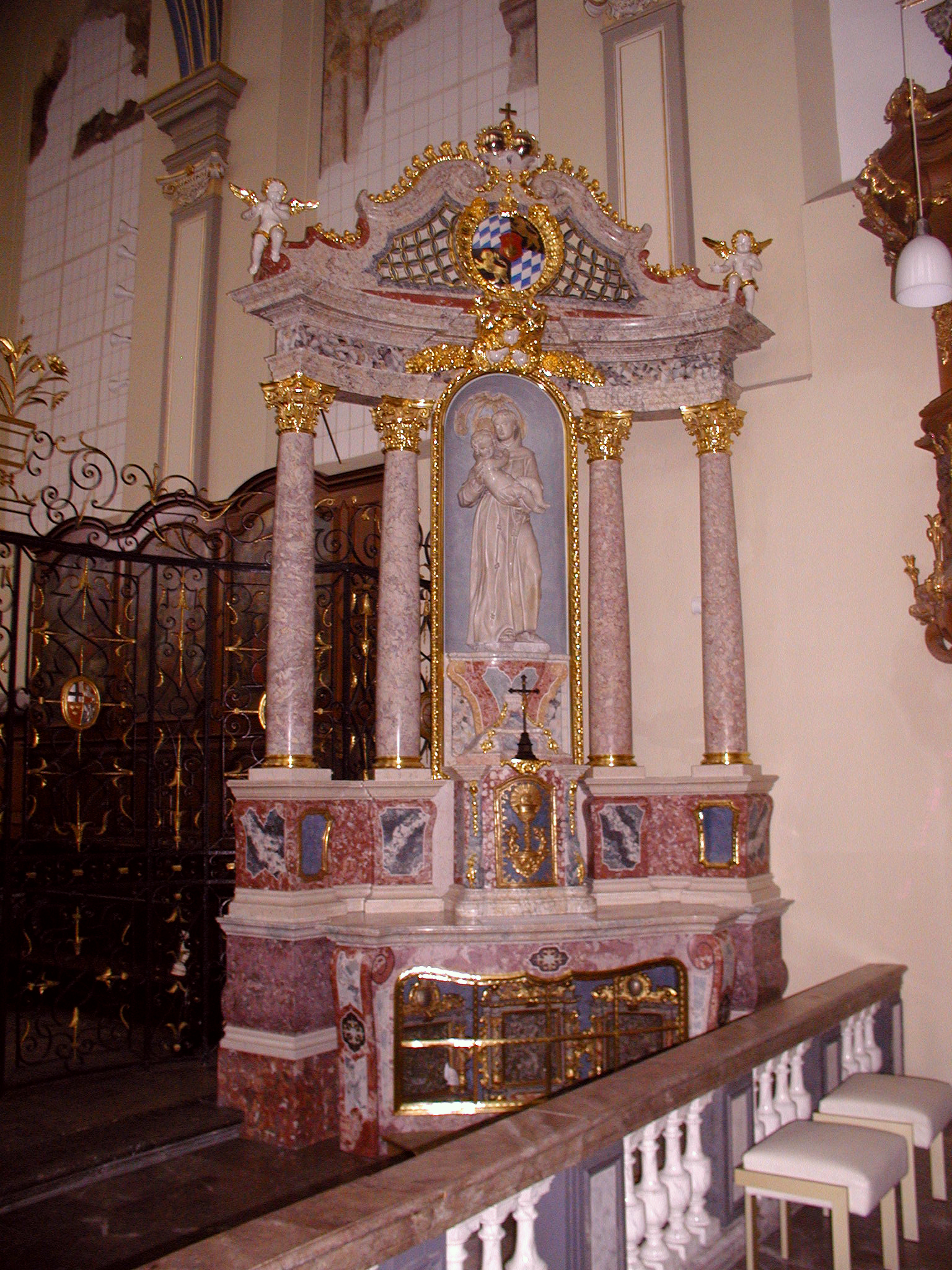
Der rechte Seitenaltar

Clemens August ließ die Gewölberippen und Gurtbogen tragenden Halbsäulen durch Pilaster ersetzen und den noch vorhandenen Hochaltar mit einem Säulengerüst aus marmoriertem Stuck im Zopfstil aufrichten. Auch die den Heiligen St. Franziskus und Antonius geweihten Seitenaltäre aus Gipsmarmor wurden 1744 erneuert.
Im Jahr 1744 fanden auch die sich bis dahin in der Schlosskapelle befindlichen Reliquien thebäischer und gorcumensischer Märtyrer in schön gestalteter neuer Fassung unter den Altären des Franziskus und Antonius ihren neuen Platz zur Verehrung.
Die alten Altäre erhielt die im Mai des gleichen Jahres durch Brand beschädigte Pfarrkirche in Lechenich als Geschenk. Im Jahr 1755 ließ Clemens August aus Königswinterer Gestein, seit 1273 wurden am Drachenfels schon Steine für den Kölner Dom gebrochen, ein neues Kirchenportal erbauen. Der Kirchen- und Klostervorhof wurde mit einem Gitter versehen.

## Säkularisation

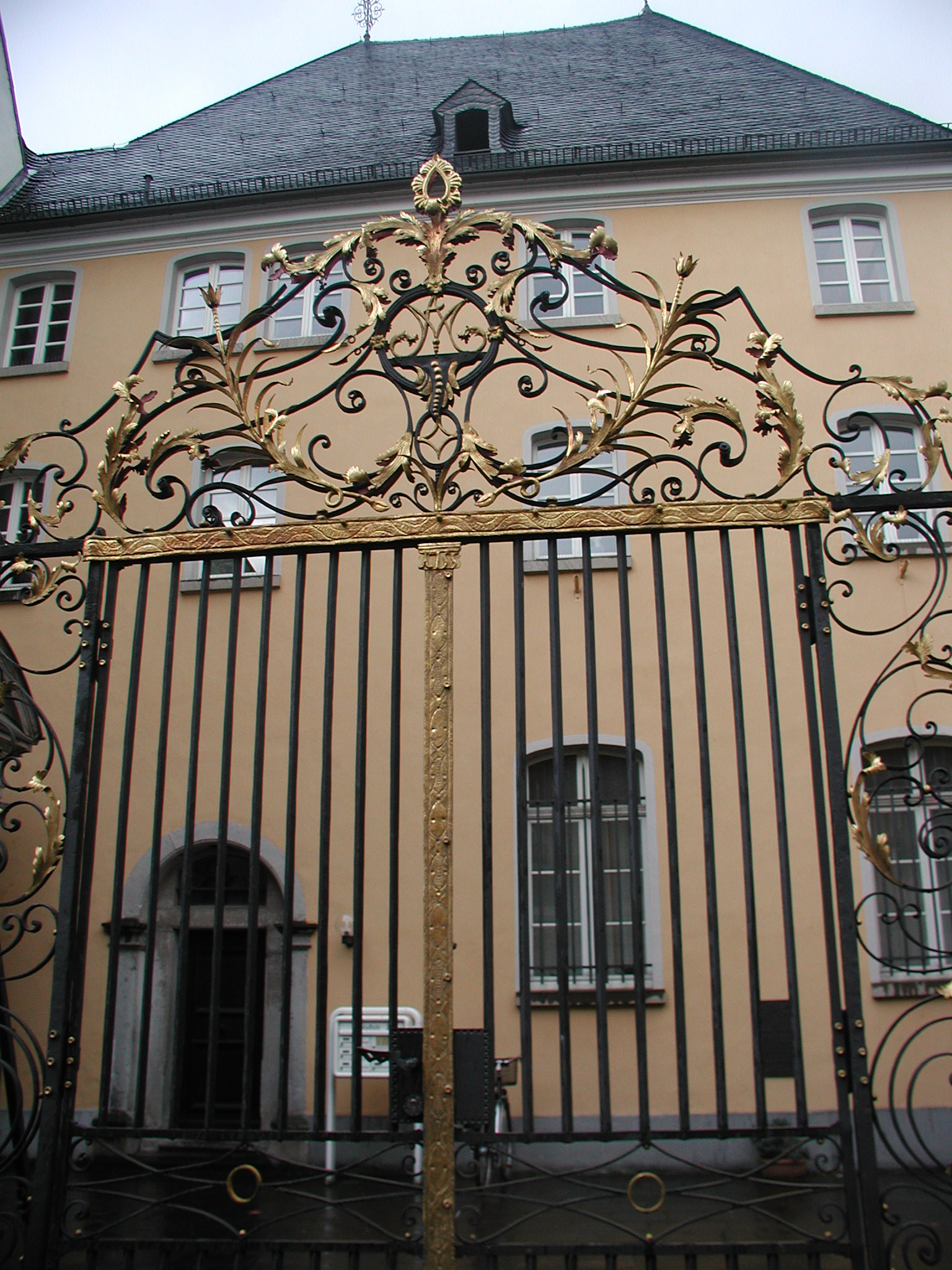
Das Sperrgitter zum Kirchenhof, im Hintergrund stand das Klostergebäude der Franziskaner

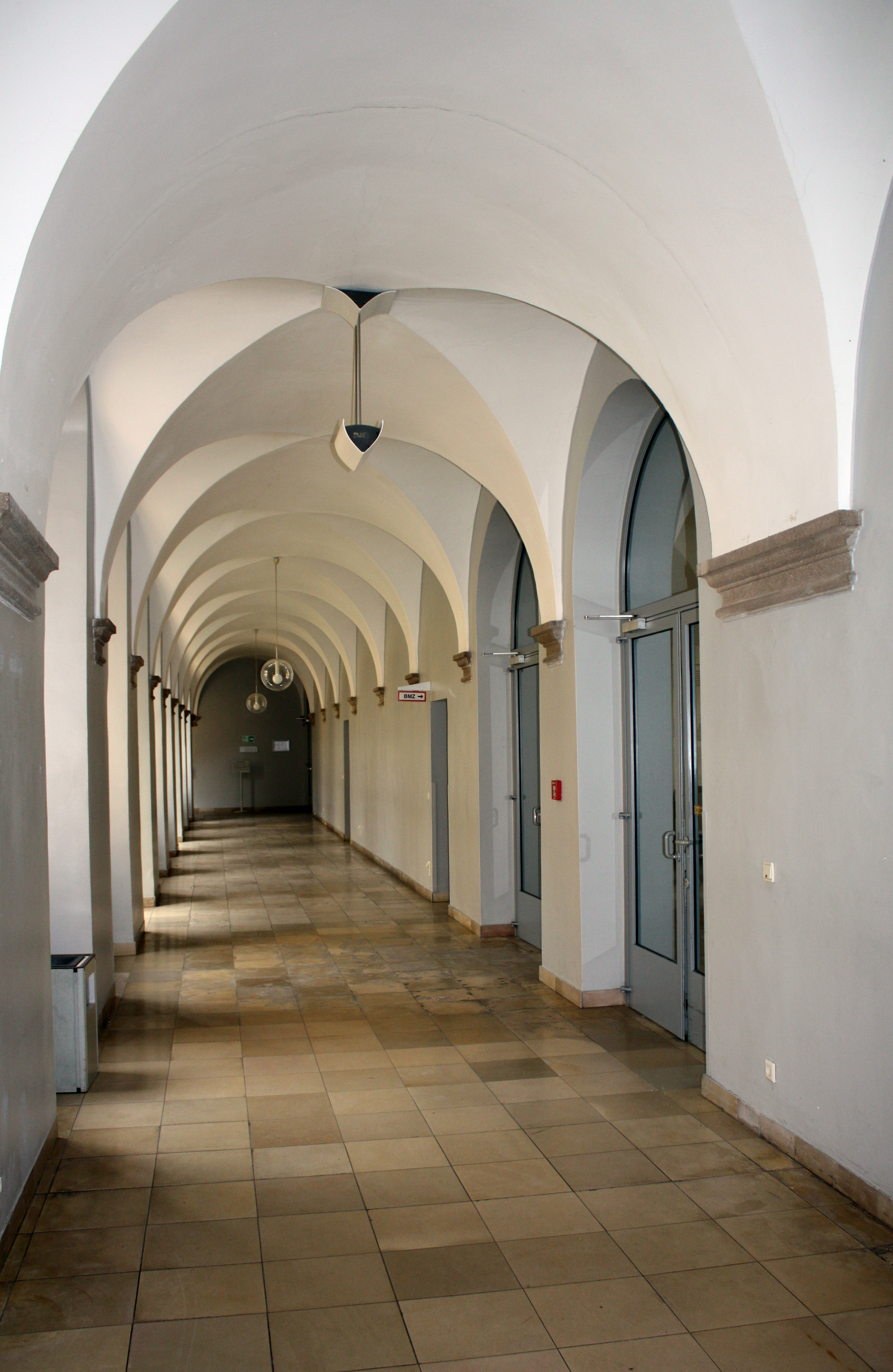
Die Kreuzgang des früheren Klosters im heutigen Rathaus

Nach dem 1801 abgeschlossenen Konkordat zwischen Napoléon Bonaparte und Papst Pius VII. erfolgte im Jahre 1802 im Zuge der allgemeinen Säkularisation die Aufhebung und Auflösung der Klöster und Kirchen sowie aller geistlichen Güter derselben. Zur Zeit der Aufhebung bestand der Brühler Konvent aus 14 Patres und sechs Brüdern. Der Besitz von Kloster und Kirche wurde mit 6 Morgen Garten angegeben.
Am Portiunculafest, dem 2. August 1802, hielten die Franziskaner die letzte heilige Messe in der Klosterkirche. Danach stand die Kirche einige Jahre unbenutzt.
Als auf Anordnung des Domainen-Empfängers schon das Mobiliar der Klosterkirche wie Orgel, Glocken, Altäre, Kanzel, Beichtstühle und Chorgitter zum öffentlichen Verkauf angekündigt war, wandte sich der damalige Maire Brühls, Zaaren, an den zuständigen Präfekten, um den Verkauf zu verhindern. Der Präfekt erreichte bei der Verwaltung die Aussetzung des Verkaufs.
Im Jahr 1807 wurde die Kirche der Pfarrgemeinde Brühl als Nebenkirche geschenkt. 1863 wurde die zum Durchgang ins Schloss führende Tür im Chorraum zugemauert.

## Wiederaufbau nach 1945
Die Schlosskirche wurde im Zweiten Weltkrieg Ende 1944 durch eine die Nordwand durchbrechende Luftmine fast vollständig zerstört, jedoch begannen schon ab 1949 die Arbeiten zur Wiederherstellung. Erst im Dezember 1953 wurde sie als Rektoratskirche wiedereröffnet.
Der stark beschädigte Hauptaltar mit den 1745 geschaffenen Figuren von Johann Wolfgang von der Auwera konnte jedoch restauriert werden. Teile der beschädigten Verkündigungsgruppe, sie zeigt in lebensgroßen, frei stehenden, weiß gehaltenen Figuren die Verkündigung Mariens, wurden in der Mitte allerdings durch Kopien ersetzt.

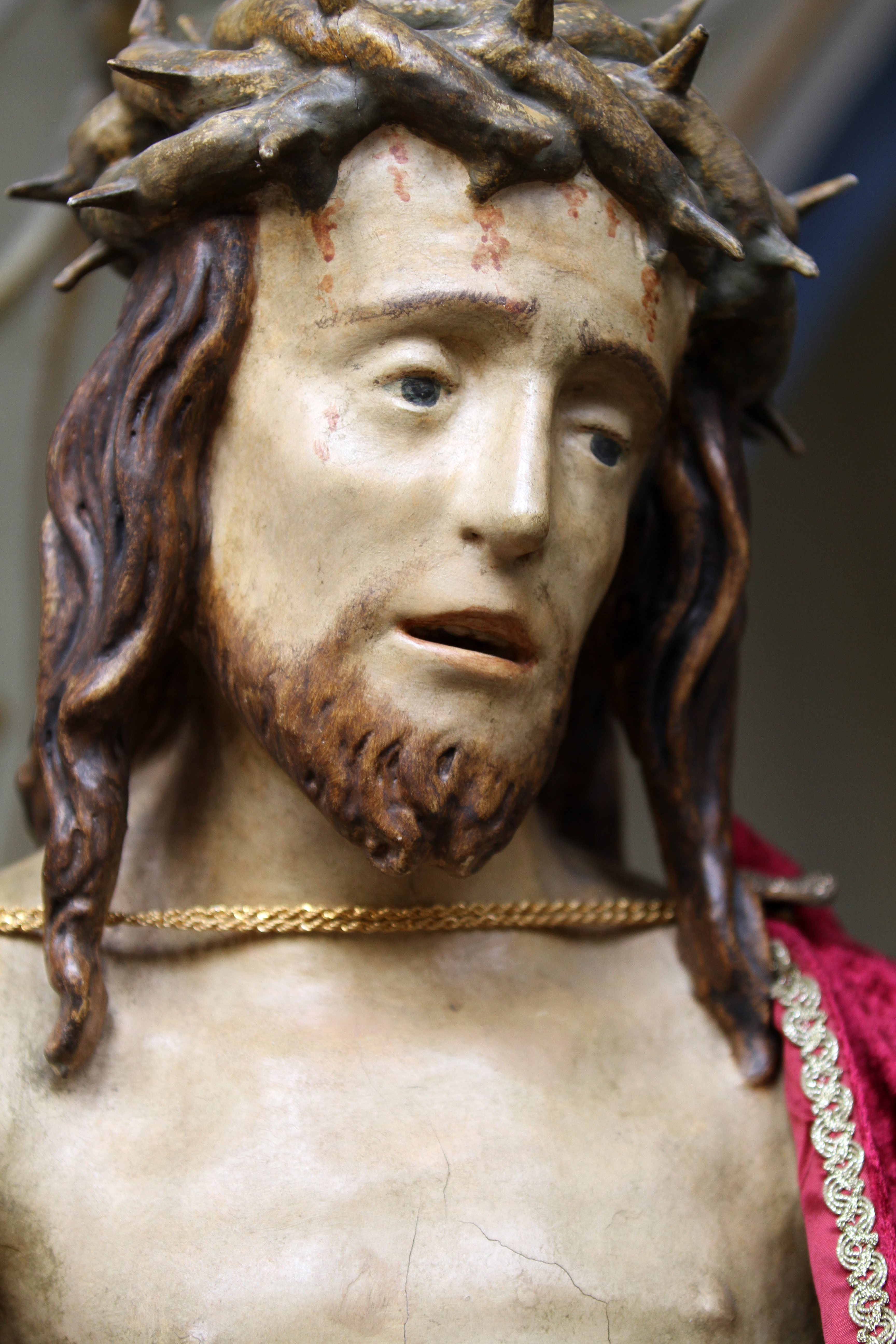
Schmerzensmann (1520) Wilhelm von Arborch
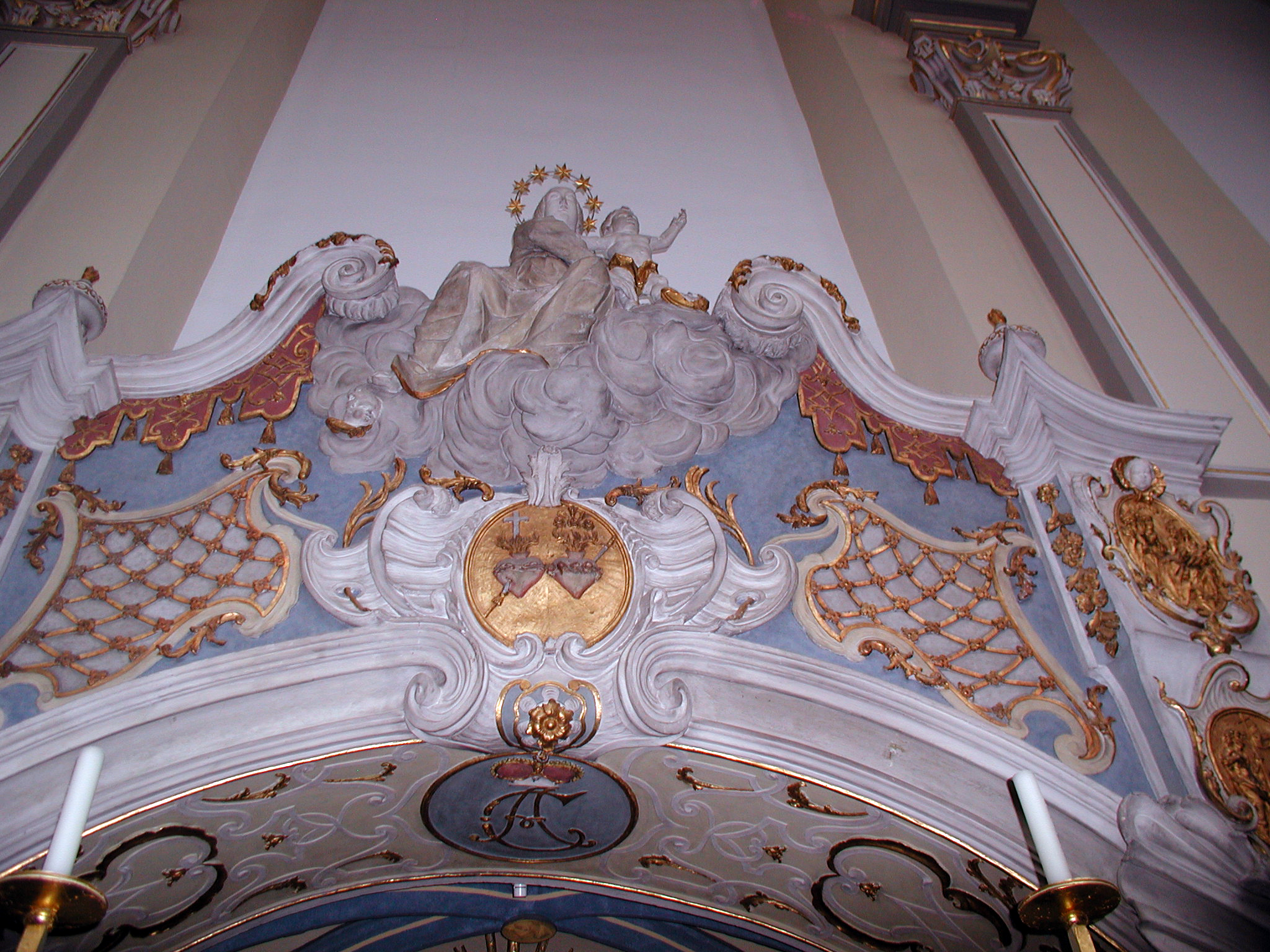
Das Monogram des Kurfürsten
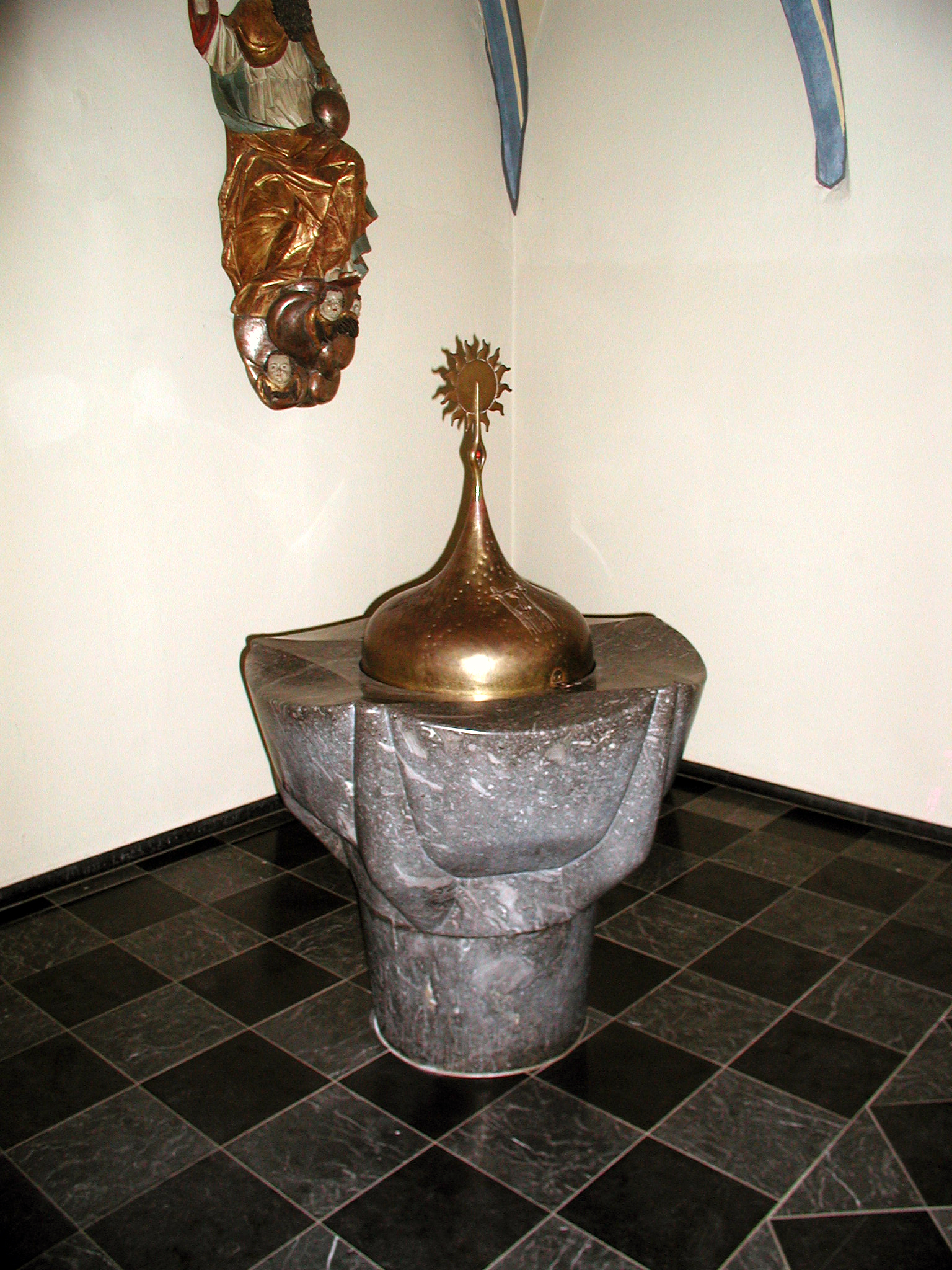
Der neue Taufstein
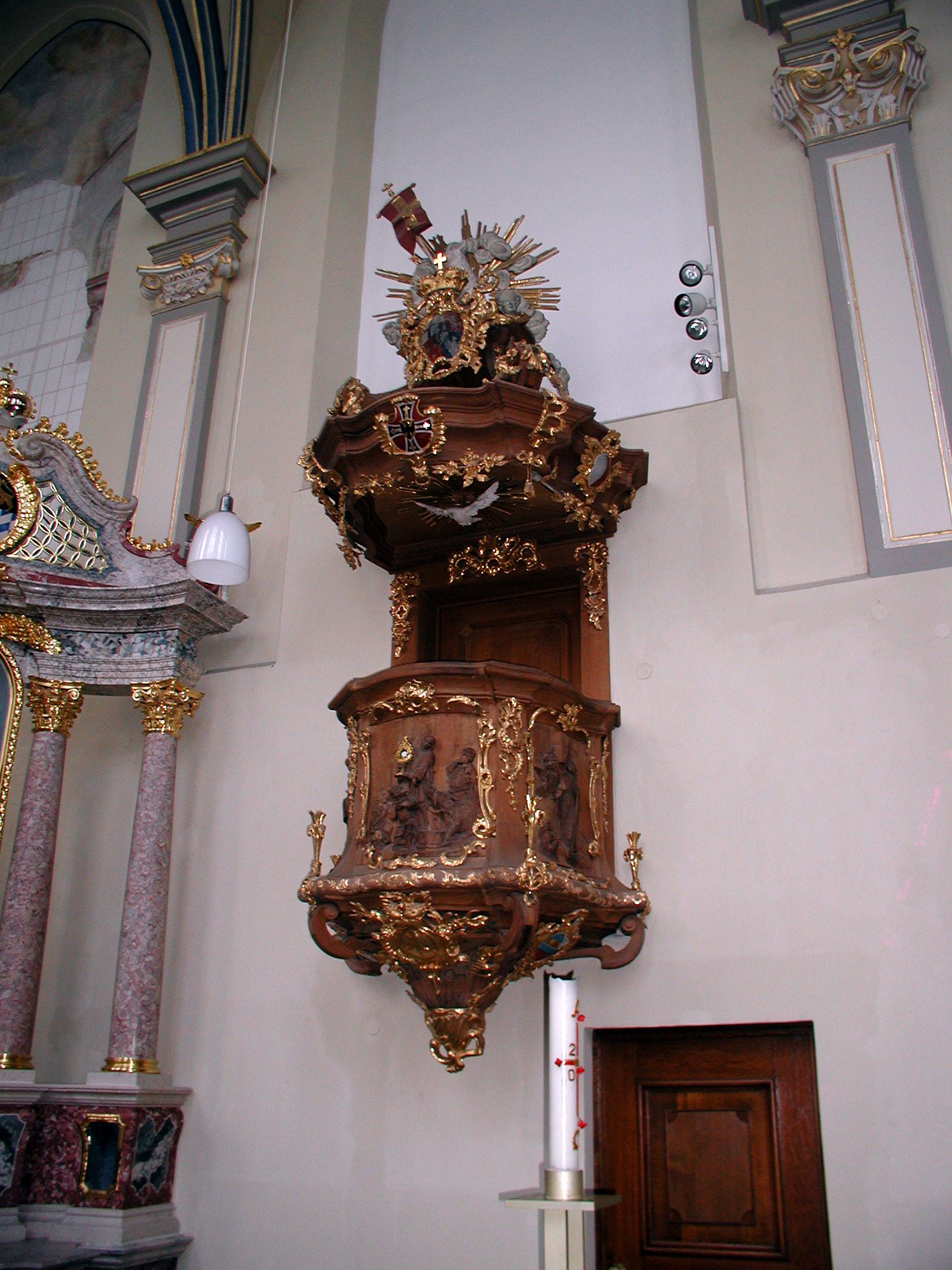
Heutiger Zugang zur Kanzel von Innen
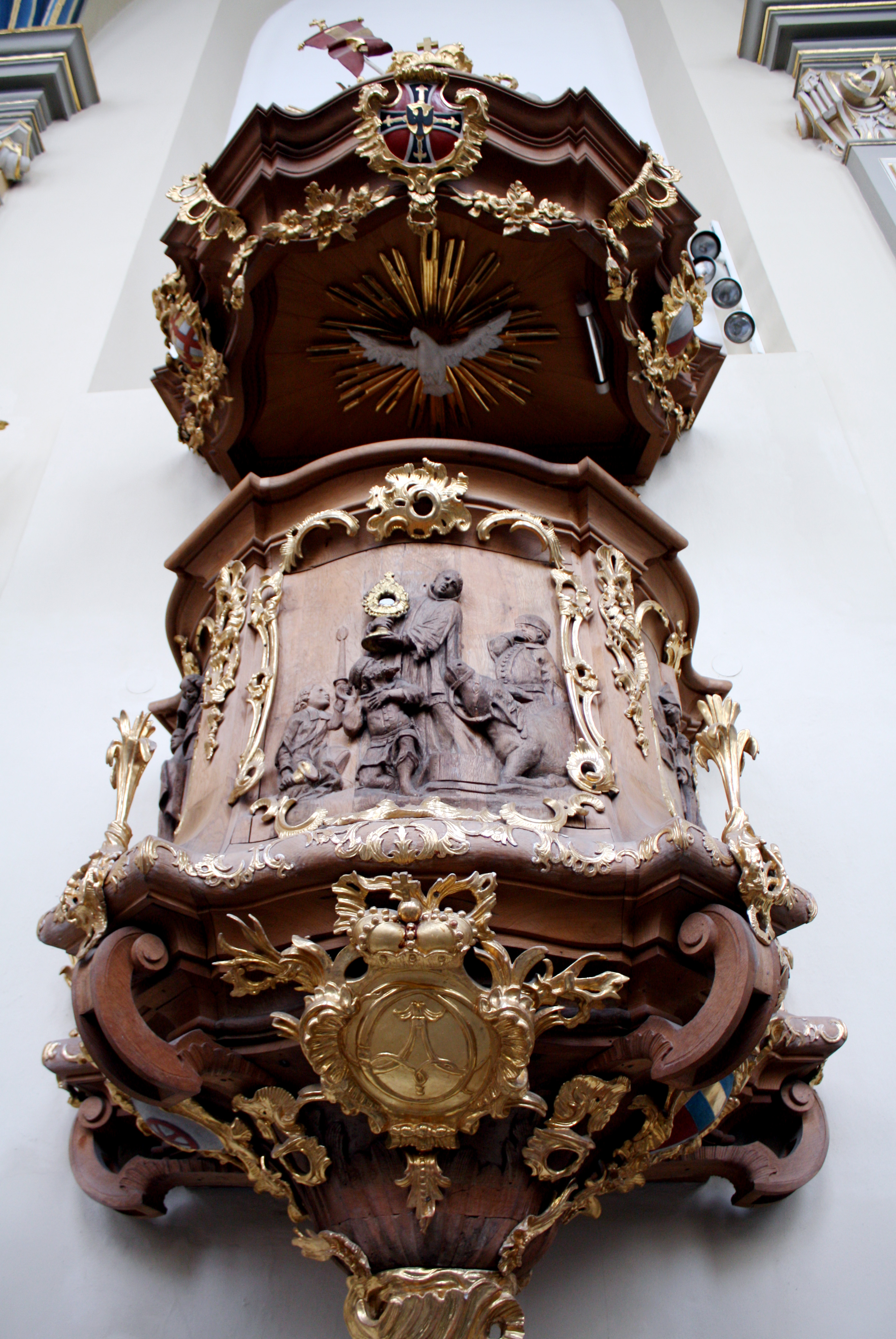
Kanzel, Detail

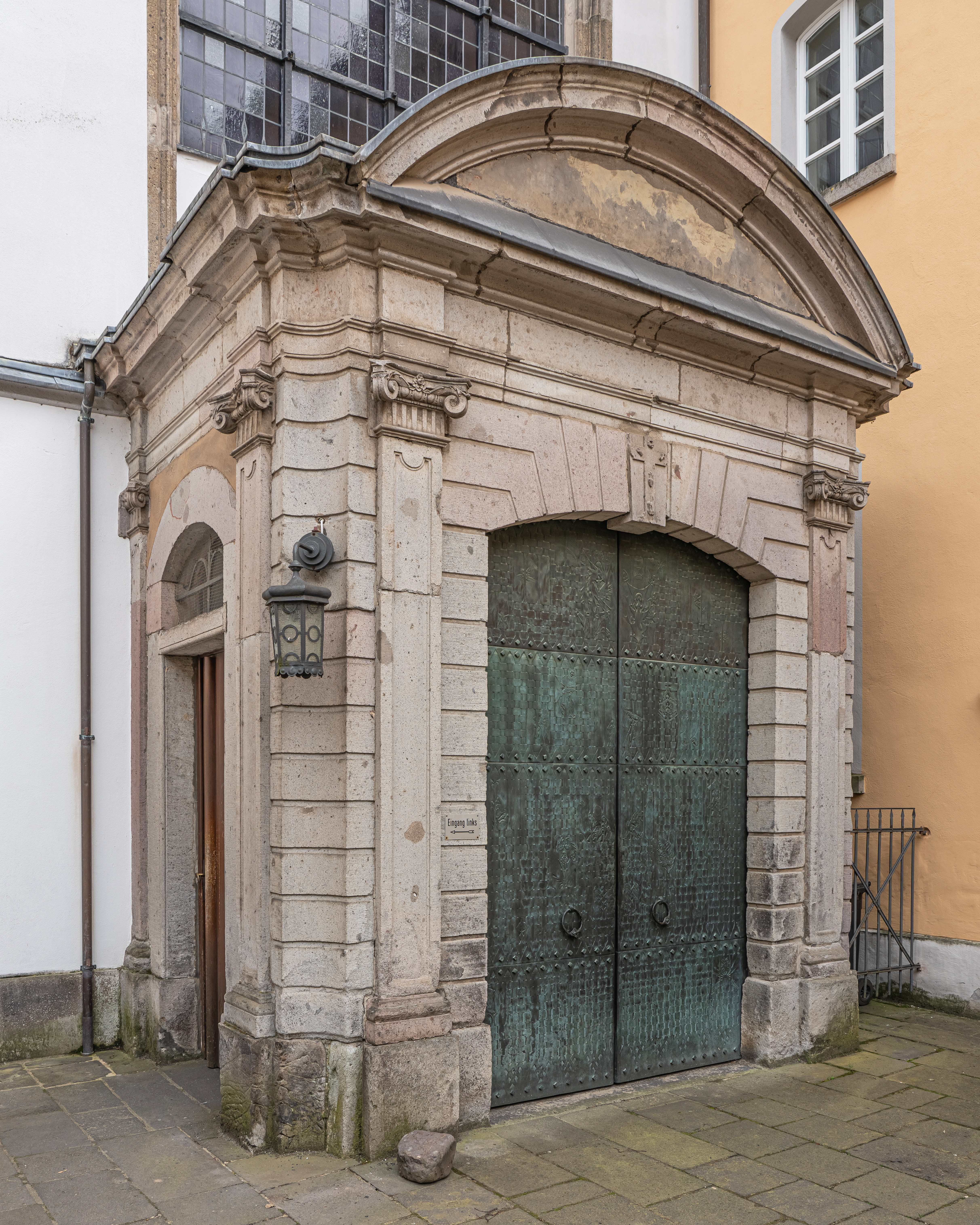
Bronzeportal

Es folgten die Wiedererstellung der Marienkapelle, sie dient heute als Sakramentskapelle, und die Aufstellung eines neuen Taufsteins. Den vorläufigen Abschluss der Arbeiten bildete ein neues Bronzeportal, geschaffen vom Kölner Bildhauer Elmar Hillebrand, einem Schüler Ewald Matarés, das 1955 eingebaut wurde. Auch die geschnitzte Kanzel von 1757 wurde nach ihrer weitgehenden Zerstörung neu erstellt. Lediglich die dunklen Holzpartien stammen noch vom Original. Der Kanzelkorb zeigt Darstellungen aus dem Leben von Heiligen des Franziskanerordens.
Die Orgel wurde 1944 vollständig zerstört. Einen Ersatz fand sie in einer 1727 von Jakob Brammerz aus Kornelimünster für die Franziskanerkirche des gleichnamigen Klosters in Lechenich gebauten Orgel. Deren Rekonstruktion und Einbau übernahm die Orgelbaufirma Klais aus Bonn.
1967 konnte die Orgel eingeweiht werden.

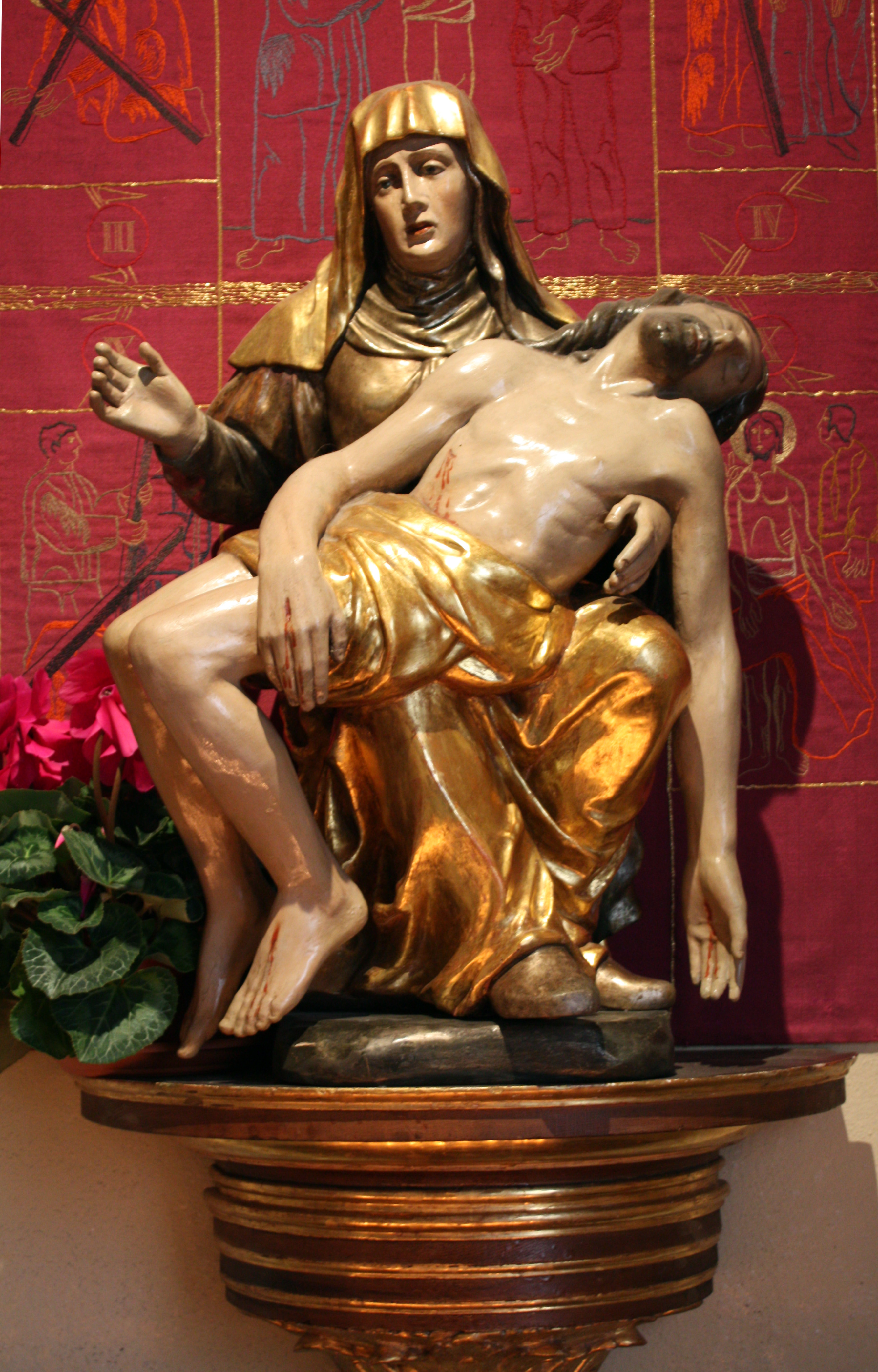
Pietà aus dem 17./18. Jahrhundert

Im Dachreiter hängt ein dreistimmiges Geläut in der Tonfolge d2–f2–g2, dessen größere Glocke 1682 von Laurentius Wickrath und die beiden kleineren 1964 von Johannes Mark (Brockscheid) gegossen worden.
1958 wurde das Rektorat zur Pfarre erhoben und St. Maria von den Engeln ist seitdem eigenständige Pfarrkirche.
Den Abschluss der 1949 begonnenen Restaurierungsarbeiten bildete die Wiederherstellung der Seitenaltäre.
Die ehemalige Aufteilung des Kircheninneren in fast gleiche Hälften wurde geändert. Seit 1996 dient ein neuer schlichter Zelebrationsaltar der Feier des Gottesdienstes, dieser wurde vor das Gitter gestellt, das Haupt- und Seitenaltäre vom Gottesdienstraum trennt, um nach den neuen liturgischen Richtlinien die Gemeindemesse zelebrieren zu können.
Der Altar wurde ebenso wie der Ambo, die Sedilien und ein Osterleuchter von der Designerin Bussenius geschaffen.
Ein neuer an historischen Befunden orientierter Anstrich wurde vorgenommen, dabei wurden barocke Fresken wieder freigelegt, die Bänke wurden restauriert und so angeordnet, dass ein Mittelgang zum Altar führt.
Nur zwei der ehemals sechs Beichtstuhlnischen dienen noch der Erteilung dieses Sakramentes, über den Verbleib des restlichen Gestühls wird nichts berichtet. In einer der Nischen steht der neue Taufstein, in einer weiteren ist eine Pietà (17./18. Jahrhundert) aufgestellt.
Alle Arbeiten waren 1999 vollendet. Die durch eine Orangerie mit dem Schloss verbundene Kirche ist eine der Sehenswürdigkeiten der Stadt Brühl.